# Niall Quinn
Niall John Quinn (MBE), född den 6 oktober 1966 i Dublin, är en irländsk före detta fotbollsspelare och -tränare, och före detta ordförande i Sunderland AFC, som han även tränade en kort period 2006.